# Коптев (село)
Коптев (укр. Коптів) — село в Солонцовском сельском совете Миргородского района Полтавской области Украины.
Код КОАТУУ — 5323287703. Население по переписи 2001 года составляло 28 человек.

## Географическое положение
Село Коптев находится на расстоянии в 1 км от села Бессарабы и в 1,5 км от пгт Гоголево (Великобагачанский район).
Вокруг села много нефтяных и газовых скважин.